# 徳川家康 (山岡荘八)
『徳川家康』（とくがわいえやす）は、山岡荘八が著した徳川家康を主人公とする歴史小説。1950年3月から北海道新聞で連載が始まり、1951年から中日新聞、神戸新聞などに拡大され、1967年4月まで続いた。単行本は1953年11月に第1巻から5巻までが同時刊行され、1967年に最終巻の第26巻が刊行された。ソフトカバー版、講談社文庫版、講談社の山岡荘八歴史文庫版などがある。1968年、第2回吉川英治文学賞を受賞。

## 概要

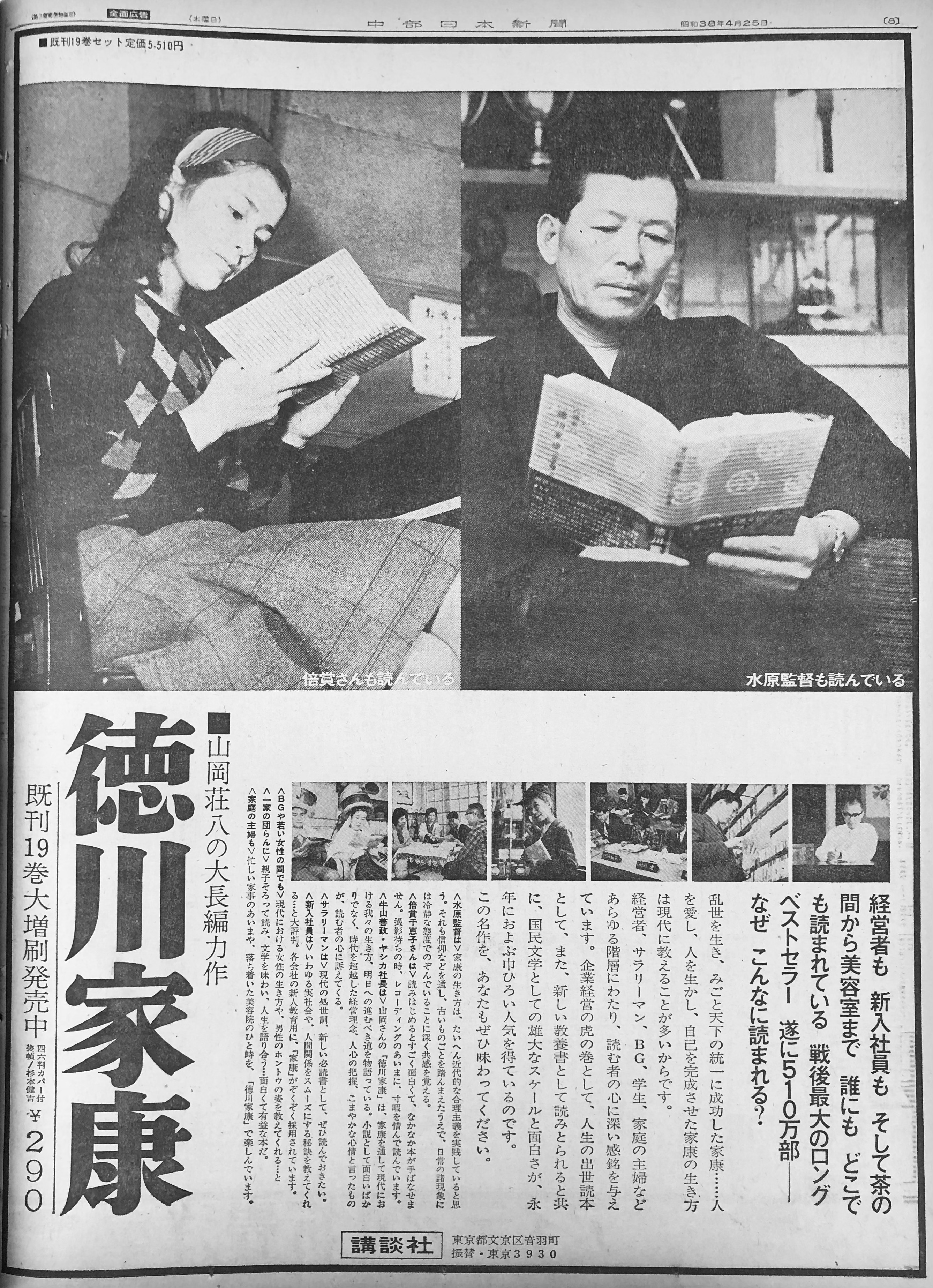
『中日新聞』1963年4月25日付朝刊に掲載された全面広告

1950年3月29日、「北海道新聞」が夕刊を再開。北海道新聞は山岡荘八に連載を依頼し、同日から『徳川家康』の連載が始まった。執筆に当たり、柴田顕正の『岡崎市史別巻 徳川家康と其周圍』上中下巻（1934年-35年）が中心的な史料として使われた。同年8月28日で一旦連載は終了し、1951年1月1日より再開。そのときに本作の連載は「中部日本新聞」「神戸新聞」などにも拡大された。
連載開始から3年後の1953年、山岡は講談社の文芸課長の原田裕を自宅に呼び出し、自ら単行本の出版を持ちかけた。まだ作品を読んでいなかった原田は「徳川家康はマイナスイメージがあまりにも強すぎるし、ともかく長すぎて完結まで何巻になるのかわからない」と難色を示した。ところが「まあ読んでみて」と言われ、新聞の切り抜きを読み始めると止まらなくなり、社内各所に根回しをし、同年11月14日に3巻同時発売した。
1962年、『週刊文春』3月26日号が「経営者はクビをきらなくなった―社長さんの虎の巻は、いまや『徳川家康』だ」と題した特集を組む。この記事が火をつけ、爆発的に売れ始めた。さらに1963年4月に発売された『新刊展望』（日本出版販売）の臨時増刊号で、前通産大臣の佐藤栄作が「この本には、政治、軍略、経済から宗教にいたるまで、すべての問題が網羅されている」と持ち上げたことから、まだ完結前であったが、日経連（経団連の前身）の経営者の間で必読の書のような扱い方をされた。牛山善政、河合滋、市村清、奥村綱雄、坂井泰子などの実業家のほか、東映フライヤーズ監督の水原茂、西鉄ライオンズ監督の中西太らも愛読した。その他の著名人では三橋美智也、倍賞千恵子、石井好子、升田幸三らが愛読者として知られる。
1964年7月4日、本作を原作とするテレビドラマ『徳川家康』（NETテレビ）の放映が開始された。北大路欣也が家康を演じ、放送は1年半続いた。
1967年4月に単行本最終巻が刊行され、完結した。
主人公の徳川家康の生母、於大の方の縁談から、家康逝去までの七十余年が描かれている。完成のために使用した原稿用紙は17,400枚に上る。ギネスブックにおいて、マルセル・プルースト著『失われた時を求めて』（1913-1927年出版、フランス語原書3000ページ、日本語訳400字詰め原稿用紙10,000枚）やジュール・ロマン著『善意の人々』（1932-1946年出版、全27巻）と並び、「世界最長の小説」として認定されていたことがある。
韓国では「大望」という題名で出版され、ベストセラーとなった。また中国でも2007年秋の刊行以来、全13巻計200万部を売るベストセラーになっており、2011年に第13巻の翻訳者岳遠坤が 第18回野間文芸翻訳賞を受賞した。
山岡は第二次世界大戦中、従軍作家として多くの特攻隊員を取材した経験があった。その際に触れた日本の存続や世界平和への祈りを胸に秘めて散っていった彼らの思いを、徳川家康の欲した「泰平」に重ね合わせて描こうとした。山岡は連載を終えた後書きを、自邸内に設けた特攻隊員を祀る「空中観音」小堂で書き記している。

## タイトル
- 第1巻 出生乱離の巻 （於大、広忠の婚姻 家康の出生）
- 第2巻 獅子の座の巻 （今川家へ人質へ行く途中、織田家に拉致される 父、広忠の死 人質交換で今川家に）
- 第3巻 朝露の巻 （織田家の台頭 桶狭間の戦い）
- 第4巻 葦かびの巻 （岡崎への帰還 織田信長との同盟 一向一揆）
- 第5巻 うず潮の巻 （三方ヶ原の大敗 信玄の死）
- 第6巻 燃える土の巻 （武田勝頼との戦い 家臣の裏切り）
- 第7巻 颶風の巻 （信康の切腹 長篠の戦い）
- 第8巻 心火の巻 （武田家の滅亡 本能寺の変）
- 第9巻 碧雲の巻 （羽柴秀吉と織田家の内紛）
- 第10巻 無相門の巻 （秀吉との確執 外交戦略）
- 第11巻 竜虎の巻 （秀吉の台頭 和解）
- 第12巻 華厳の巻 （秀吉との同盟）
- 第13巻 侘茶の巻 （北条氏の滅亡 関東移封）
- 第14巻 明星瞬くの巻 （利休の死 朝鮮出兵）
- 第15巻 難波の夢の巻 （秀吉の死 家康の台頭）
- 第16巻 日蝕月蝕の巻 （石田三成との確執）
- 第17巻 軍荼利の巻 （関東出兵 三成の陰謀）
- 第18巻 関ケ原の巻 （関ヶ原の戦い）
- 第19巻 泰平胎動の巻 （戦後処理 豊臣家との関係構築）
- 第20巻 江戸・大坂の巻 （家光の誕生 内紛）
- 第21巻 春雷遠雷の巻 （国内統治 海外貿易）
- 第22巻 百雷落つるの巻 （大坂の軍備増強）
- 第23巻 蕭風城の巻 （平和交渉決裂 一触即発）
- 第24巻 戦争と平和の巻 （真田幸村入城 大坂冬の陣）
- 第25巻 孤城落月の巻 （大坂夏の陣 豊臣家の滅亡）
- 第26巻 立命往生の巻 （伊達政宗の反乱 家康の死）

## 登場人物

### 徳川家の人々
徳川家康
（竹千代→松平次郎三郎元信→松平元康→徳川家康）
主人公。岡崎と浜松の城主。江戸幕府初代将軍となった。
松平広忠
家康の父。岡崎の戦国大名。
伝通院
（於大→伝通院）
水野忠政の娘で、広忠の正室となるが離縁され、阿古居城城主・久松佐渡守弥九郎と再婚。後に夫と共に家康の居る岡崎へ帰る。
家康（竹千代）の生母。
松平清康
広忠の父で、家康の祖父。三河松平氏（安祥松平家）の第7代当主。
華陽院
（お富→華陽院・源応尼）
於大の母で、家康の祖母。元は水野忠政の妻だったが、後に松平清康の継室となった。
恵新
家康と同日同時刻に生まれた異母兄弟。将来松平家で内紛が起きる可能性を危惧した祖父の松平左近乗正の配慮で、仏門に入る。
勘六
家康の異母兄。
お久
広忠の側室で、勘六と恵新の生母。
お春
広忠の側室。家臣・岩松八弥の許嫁者。
真喜姫
（真喜姫・田原御前）
於大離縁後の広忠の継室。田原城主・戸田弾正の娘で、戸田宣光の妹。

#### 家康の正室・側室
築山御前
（鶴姫→瀬名→築山御前）
家康の正室。今川義元の姪で信康・亀姫の生母。今川家家臣・関口親永の娘。岡崎へ移る。
お万
家康の側室、秀康の生母。元築山御前侍女。
お愛
家康の側室、秀忠・忠吉の生母。家臣・西郷義勝の後家。
朝日姫
家康の継室。秀吉の実妹。
茶阿局
（お浅→茶阿局）
家康の側室、忠輝の生母。
阿茶局
家康の側室。

#### 家康の子女
松平信康
（竹千代→松平信康）
家康の長男。岡崎城主も務める。
亀姫
家康の長女。
結城秀康
（於義丸→結城秀康）
家康の次男。
徳川秀忠
家康の三男。江戸幕府二代将軍。
松平忠吉
家康の四男。
松平忠輝
家康の六男。
徳川義直
家康の九男、尾張徳川家初代当主。
徳川頼宣
家康の十男、紀伊徳川家初代当主。
徳川頼房
家康の十一男、水戸徳川家初代当主。

#### 徳川家の嫁・孫
徳姫
信長の長女。家康の長男・信康の正室。「織田御前」とも呼ばれる。
崇源院
（高姫→崇源院・小督）
浅井長政とお市の三女で淀殿・常高院の実妹。秀忠の正室となり、千姫・竹千代らを生んだ。
あやめ
信康の側室、武田家の間者で鍼医・減敬の養女。出自は武田家家臣・日向大和守の娘。自害して果てる。
峯高院
信康の長女。
妙高院
信康の次女。
松平忠直
秀康の長男。
徳川家光
（竹千代→徳川家光）
秀忠の次男。のちの三代将軍。
初姫
秀忠の四女で、家光の姉。
五郎八姫
伊達政宗の長女で忠輝の正室。

#### 親類たち
奥平信昌
（奥平九八郎貞昌→奥平信昌）
亀姫の夫。
奥平美作守貞能
九八郎貞昌の父。作手の亀山城主。山家三方衆の1人。
水野忠政
於大の実父で家康の外祖父。刈谷水野家当主。
久松佐渡守俊勝
（久松弥九郎→久松佐渡守俊勝）
於大の再婚相手。阿古居城城主。岡崎へ移ってからは留守居。
水野信近
（藤九郎→水野信近・竹之内久六）
水野忠政の三男、於大の実兄。暗殺されかかったのを契機に元の名を捨て、再婚した妹の嫁ぎ先の家臣として於大の身辺を守る。
水野忠近
忠政の六男、於大の実弟。
水野信元
（藤五郎→水野信元）
忠政の二男、於大の異母兄。土井利勝の実父。刈谷城城主。下野守。
西郷義勝
お愛の亡夫。元徳川家家臣。
戸田弾正
田原城城主。宣光と田原御前の実父。
戸田宣光
田原御前の兄。戸田弾正の長男。
松平信定
安祥城城代。広忠の大叔父。
奥平千丸
九八郎貞昌の弟。美作守貞能の二男。

### 徳川家の家臣たち

#### 幼少期（岡崎・駿府人質時代）
本多平八郎忠勝
（鍋之助→本多平八郎忠勝）
徳川四天王の一人。本多平八郎忠高と小夜の子。
鳥居元忠
鳥居忠吉の三男。
石川安芸
石川数正の祖父。
鳥居忠吉
元忠の父。
大久保新八郎
酒井雅楽助正家
雅楽頭。
本多平八郎忠高
平八郎忠勝の父。
本多平八郎忠豊
本多平八郎忠勝の祖父。
大久保甚四郎
大久保新八郎の弟、忠世らの父。
植村新六郎
阿部大蔵
長坂信政
（長坂彦五郎→長坂血鑓九郎→長坂信政）
岩松八弥
広忠の近習、お春の許嫁。
金田与三左衛門
織田信秀によって殺害される。
松平乗正(左近)
お久の父。
徳千代
のちの阿部正勝。
三之助
のちの天野康景。三河三奉行の1人。

#### 青年・壮年期（岡崎・浜松時代）
井伊直政
（井伊万千代→井伊直政）
徳川四天王の一人。井伊家当主。元曳馬野城主・井伊直親の子。
石川数正
大久保忠世
新八郎の甥で甚四郎の子。
大久保忠隣
大久保忠世の長男。
酒井忠次
徳川四天王の一人。
榊原公平太康政
徳川四天王の一人。
平岩親吉
本多作左衛門
三河三奉行の一人。家康の年長の家臣。若き日の家康を教育する。歯に衣着せぬ物言いで、時に家康をバカ呼ばわりすることも。
中野五郎重政
松平家忠
服部半蔵
蜂屋貞次
（蜂屋半之丞→蜂屋貞次）
高力清長
松平左近忠次
石川家成
鈴木久三郎
夏目正吉
本郷左衛門助清員
家康の側室・愛の叔父。
渡辺半蔵
大河内政局
鳥居強右衛門
奥平貞昌（信昌）の直臣。
六兵衛　
奥平美作守貞能の直臣・供。
小笠原長忠
松平親俊
石川太郎左衛門
天方山城通綱
近藤壱岐　
夏目五郎左衛門治貞
奥平美作守貞昌の直臣。
黒屋甚九郎
奥平美作守貞能の直臣。千丸の供。
鳥居三左衛門
野田城の戦いで、野田城より家康への使者を務める。
於初（初千代）
信康の小姓。
松丸
大賀弥四郎
家康の正室の瀬名（鶴姫）築山殿と不義密通の末に家康への謀叛を企てる。武田の間者となるが、発覚してのこぎり引きの刑に処せられ死亡する。
倉地平左衛門
大賀弥四郎の謀叛に協力したことが発覚し、処刑される。
小谷甚左衛門
大賀弥四郎の謀叛に協力して武田の密使となるが、発覚して渡辺半蔵に捕らえられる。
山田八蔵
大賀弥四郎にそそのかされて家康へ謀反の密使をさせられるが罪悪感を感じ、隋風（天海）に諭されて改心し、同じ家臣の近藤壱岐を介して家康に弥四郎謀叛を伝える。

#### 老年・晩年期（駿府・江戸時代）
本多正信
本多正純
本多正信の長男。
柳生宗矩
板倉勝重
大久保長安
武田家の遺臣で、金山奉行となった。
井伊直孝
井伊直政の次男。
鳥居新太郎
元忠の次男。
鳥居久五郎
元忠の三男。
板倉重昌
板倉勝重の三男。
土井利勝
松平勝隆
松平重勝
安藤直次
尾張藩付家老となった。
安藤重信
直次の弟。
成瀬正成
尾張藩付家老となった。
永井直勝
演：田辺宏章
三浦按針
イギリス人航海士。

#### 家臣の家族・侍女たち
小夜
本多平八郎忠高の妻（後家）で、平八郎忠勝の母。
本多作左衛門の妻
加津
石川数正の妻。
阿紀
須賀
松平広忠の老侍女。
小笹
於大の侍女。水野家家臣・杉山元六の妹。
百合
於大の侍女。
お貞
松平家家臣・天野清左衛門の妻で竹千代（家康）の乳母。
亀女
松平家家臣・清水孫左衛門の妻で竹千代（家康）の乳母。
琴女
築山の召使。喜乃の姉。
喜乃
得姫の召使。琴女の妹。
小侍従
徳姫の侍女・召使。
おふう
奥平貞昌の直臣・夏目五郎左衛門治貞の娘。
菊乃
あやめの部屋子。
粂
大賀弥四郎の妻。
楓
田原御前の侍女。

### 織田家の人々
織田信長
（吉法師→織田信長）
家康の盟友。那古野城城主
織田信忠
（奇妙丸→織田信忠）
信長の長男。
織田信雄
（茶筅丸→織田信雄）
信長の次男。小牧・長久手の戦いで家康と協力して秀吉と戦う。
濃姫
信長の正室、斎藤道三の娘。
織田信秀
信長の父。尾張の戦国大名。
お市
信長の実妹。浅井長政に嫁ぎ、淀殿・常高院・小督を産んだ。のちに柴田勝家に再嫁する。
常高院
お市の次女。
織田有楽斎
信秀の十一男。
織田信広
信長の庶兄。安祥城城主。
織田信行
信長の異母弟。
織田長利
（又十郎→織田長利）
信長の末弟。
類
信長の側女。家臣・生駒出羽の妹。徳姫・信忠（奇妙丸）・信雄（茶筅丸）を産んだ。
織田信孝
（三七丸→織田信雄）
信長の三男。
深雪
信長の側女。信孝（奇妙丸）を産んだ。
織田三法師
信長の実孫、信忠の長男。
織田源三郎
信長の五男。
織田信平
信秀の叔父。
織田彦五郎
尾張下四郡の守護代。
岩室雪
信秀の側室。家臣・岩室孫三郎の娘。信長の末弟・長利（又十郎）を産んだ。

#### 織田家の家臣たち
明智光秀
（明智十兵衛・惟任日向守光秀→明智光秀）
もとは足利義昭に仕えていた。突如謀叛を起こして、本能寺にて信長を討ち果たす。
森蘭丸
信長の小姓。
柴田勝家
（柴田権六郎→柴田勝家）
滝川一益
明智秀満
光秀の近臣。
丹羽長秀
池田勝入信輝
佐久間盛政
平手中務政秀
信長の傅役。信長を諌めるため自刃。
佐久間大学盛重
織田信平
玄蕃。
梁田政綱
服部小平太
毛利新助
加藤図書助
林佐渡
坂井政尚
姉川の戦いで戦死。
坂井尚恒
政尚の子。父と同様に姉川の戦いで戦死。
平手汎秀
堀秀政
津川義冬
信雄の家老。
青山与総

### 豊臣家の人々
豊臣秀吉
（猿→木下藤吉郎→木下秀吉→羽柴秀吉→豊臣秀吉）
信長の跡を継ぎ、天下統一を成し遂げた。死の床で、家康らに「秀頼を頼む」と言残して亡くなる。
高台院
（八重→北政所→高台院）
秀吉の正室。
淀君
（茶々→淀君）
浅井長政とお市の長女で信長の姪であり、常光院・崇源院の実姉。秀吉の側室となり、鶴松と秀頼を産んだ。
大政所
秀吉の実母。
松の丸殿
秀吉の側室。淀殿らの従姉妹でもある。
豊臣秀頼
秀吉と淀君の子。
千姫
秀頼の正室。家康の内孫、秀忠・小督の長女。
豊臣秀次
秀吉の甥。秀吉の養子となり関白職を継いだ。後に秀吉によって切腹させられる。
佐治日向守
旭姫の前夫。

#### 豊臣家の家臣たち

##### 大老
前田利家
通称加賀大納言。幼名は犬千代。最初は織田家家臣。
上杉喜平次景勝
上杉謙信の養子。
毛利輝元
宇喜多秀家

##### 中老
生駒親正
堀尾吉晴

##### 奉行
前田玄以
浅野長政
増田長盛
石田三成
関ヶ原の戦いでは西軍を率いて家康と戦った。敗戦後、斬首される。
長束正家

##### 参謀
蜂須賀小六
黒田官兵衛

##### 西軍諸将（関ヶ原戦役）
島左近
石田家家老。
小早川秀秋
高台院の甥。もとは秀吉の養子となっていたが、小早川家を継ぐ。関ヶ原の戦いでは西軍を裏切り東軍についた。
毛利秀元
吉川広家
安国寺恵瓊
毛利家家臣。
大谷吉継
小西行長
島津義弘
島津豊久
義弘の甥。関ヶ原の戦いで戦死。
宗義智
対馬領主。
直江兼続
上杉家家老。
平岡頼勝
小早川家家老。

##### 東軍諸将（関ヶ原戦役）
加藤清正
福島正則
藤堂高虎
黒田長政
官兵衛の長男。
細川忠興
細川藤孝（幽斎）の長男。
小笠原少斎
浅野幸長
浅野長政の長男で高台院の甥。
池田輝政
勝入の次男。
山内一豊
田中吉政
有馬則頼
前田利長
利家の長男。
前田利政
利家の次男。
大久保猪之助
黒田家家臣。関ヶ原の戦いでは小早川軍目付。

##### 夫人たち
阿松
利家の正室。利長、利政の実母。
細川ガラシャ
明智光秀の娘で、忠興の正室。

#### （秀吉死後の）豊臣家の家臣たち
片桐且元
大蔵卿局
大野修理、治房、道犬の実母。
饗庭局
大野修理
大野治房
大野道犬
渡辺内蔵助
速水守久

#### 大坂の陣で入城した浪人武将
真田幸村
毛利勝永
後藤又兵衛
長宗我部盛親
明石掃部
荒川熊蔵
幸村の家臣。
奥原信十郎
柳生宗矩の従兄弟。

### 今川家の人々
今川義元
駿河の戦国大名。家康最初の主君。桶狭間の戦で戦死する。
今川氏真
義元の子。
定恵院
義元の正室で、氏真の母。武田信玄の姉。
太原雪斎禅師
義元の軍師。若き日の家康を教育した人物で、竹千代（家康）が乱世を終息させる人物であると見抜き、将来を託し家康の手習いの師を務めて教育する。
吉良御前
（椿（亀姫）→吉良御前）
家康の最初の愛人。飯尾豊前の正室。
飯尾豊前
家臣。吉良御前の夫。
関口親永
家臣。瀬名（鶴姫）の実父。刑部。
吉良義安
家臣。椿（亀姫）の実父。
朝比奈泰能
家臣。備中守。
鵜殿長照
家臣。
板倉重定
家臣。
吉良義昭
家臣。

### 武田家の人々
武田信玄
甲斐の戦国大名。三方ヶ原の戦いで家康を撃ち破った。
武田勝頼
信玄の三男。長篠の戦いで信長・家康に敗れ、のちに滅亡に追い込まれた。
小田原御前
勝頼の正室。
武田太郎信勝
勝頼の長男。
山県三郎兵衛昌景
長篠の戦いで戦死した。
馬場信春
長篠の戦いで戦死した。
落合左平次道久
小山田信茂
米倉丹後守
土屋昌次
木曽義昌
後に織田家へつく。
穴山梅雪
後に徳川家へつく。
真竜院
信玄の娘で勝頼の妹。木曽義昌の正室。
武田信豊
勝頼の従弟。黒瀬城主。
減敬
甲府の鍼医。瀬名姫（築山御前）に取り込み、策略を計るが露見して討ち取られる。
菅沼満信
上原能登守

### 諸大名と、その関係者
上杉謙信
越後の戦国大名。
斎藤道三
美濃の戦国大名。信長の正室・濃姫の実父。
小見の方
道三の正室。濃姫の実母。
斎藤義龍
道三の長男（庶子）。濃姫の異母兄。
浅井長政
近江小谷城主。信長の妹・お市を妻に迎えた。
常光院
長政とお市の娘で、淀君（茶々）と崇源院の姉妹。
浅井久政
長政の父。浅井氏2代目当主。
伊達政宗
東北の雄。野心を抱いており、家康の生涯最後の壁というべき人物。
上杉三郎景虎
謙信の養子。
北条氏政
関東に一大勢力を築いた小田原北条氏の当主。
北条氏直
氏政の子。
足利義昭
室町幕府最後の将軍。
細川藤孝
細川忠興の父。
滝川雄利

### 文化人たち

#### 家康のブレーン
納屋蕉庵
（竹之内波太郎（熊野若宮）→納屋蕉庵）
三河の有力郷士から後に堺の豪商にまで上り詰めた。
織田信長、日吉丸（豊臣秀吉）、明智光秀、随風（天海僧正）などに一目置かれている有力な郷士。「桶狭間の戦い」の作戦に重要な役目を果たす。後半は堺の豪商納屋蕉庵として家康の前に現れる。蕉庵（波太郎）自体は架空の人物だが、記紀に伝わる古代日本の竹之内宿禰の末裔と設定され、同時代にも存在したであろう末裔の人物をイメージしてアレンジが成されている。
天海
（随風→天海）
僧侶。時折、修行の途中に熊の若宮（蕉庵）の屋敷に立ち寄り、天下国家を語る。若き日の日吉丸（秀吉）や明智十兵衛（光秀）を伴って来る。大賀弥四郎にそそのかされて家康に謀反すべきかと迷っていた家臣・山田八蔵と山中で出会った際に「誰にでも御仏のお慈悲はある」と助言したり、北条氏直に諌言して秀吉との講和を勧めたりする。
金地院崇伝
西笑承兌
茶屋四郎次郎（初代）
元徳川家の家臣で、堺の商人。家康の伊賀越えに同行した。
茶屋又四郎（ニ代目茶屋四郎次郎）
元徳川家の家臣。父親の跡を継いで商人になり、家康に協力する。
茶屋四郎次郎（三代目）
茶屋家後継者として商人の立場で家康に協力する。
本阿弥光悦
刀の砥ぎ師、鑑定師。家康に心酔し協力する。日蓮宗の信者で清廉潔癖な人物。
近衛前久
公卿。

#### 商人たち
島井宗室
博多の豪商。
淀屋常安
大坂の豪商。
今井宗久
堺の豪商。
津田宗及
堺の豪商。

### その他
於国
納屋蕉庵（竹之内波太郎）の妹。架空の人物。
於俊
水野家家臣・土方一族の娘。
糟谷長閑
灸医師。
大石村孫四郎
伊賀大石村の百姓。伊賀越えの途上で家康一行が出逢った一揆の頭目。
柘植三之丞
伊賀の地侍。伊賀越えをする家康一行に協力して警護・道案内にあたる。
孫三
伊勢白子浜の漁師。伊賀越えを果たした家康一行の為に自分の船を提供する。
土方縫殿助
水野忠政の家臣。
土方縫殿助の弟
難波（大阪）の弥陀本尊社の宮司。元水野家家臣。
小村三郎左衛門
出雲の鍛冶。
杉山元六
於大の侍女・小笹の兄。水野家家臣。
藤野勝楽
加賀の富樫一族。武田信玄への密使として派遣される。
芥川東馬　
水野信元の家臣。

## 女性の役割
弱い立場である女性も、平和のために男達に立ち向かう姿が描かれている。
- 家康の祖母華陽院は人質になっている竹千代（家康）の養育のために雪斎禅師に交渉して岡崎から駿府に移り住んだ。
- 家康の母於大は一向一揆で逆らう家臣に激怒する家康を諌める。
- 前田利家の妻芳春院は戦闘状態にあった羽柴秀吉との和解を夫に進言する。後年、利家亡き後、家康から疑いを掛けられた時進んで人質になり、百万石の前田家を守った。
- 秀吉の正室北の政所は、夫の死後大坂城の自分の住まいを進んで家康に明け渡し、その後の交渉を有利に進めた。
- 細川忠興の正室ガラシャは、関ヶ原の戦いの直前、石田三成から人質として大坂城に入るようとの要請を断り、自害して果てた。他家の女性がこれに習うのを恐れた三成は、人質の要請を断念した。
- 家康の不信を受け謹慎させられた夫松平忠輝を救うため、正室五郎八姫は天海僧正に寛大な処分が下されるよう嘆願し、これを助命した。

## 関連書籍
- 山岡荘八『随想徳川家康』（講談社 1963年）
- 山岡荘八『少年徳川家康』全5巻（講談社 1964年）
  - 山岡荘八『少年少女徳川家康』全5巻（講談社 1983年）改題新装版
- 山岡荘八『徳川家康名言集』（講談社 1967年）
- 山岡荘八・桑田忠親『歴史対談 徳川家康』（講談社 1972年）
  - 山岡荘八・桑田忠親『歴史対談 徳川家康』（講談社文庫 1979年）ISBN 978-4061315501
- 山岡荘八『史談 家康の周囲』（毎日新聞社 1982年）ISBN 978-4620303642
  - 山岡荘八『史談 家康の周囲―歴史随想集』（光文社時代小説文庫 1987年）ISBN 978-4334706227
- 山岡荘八『徳川家康を語る』（あずさ書房 1983年）ISBN 978-4871652117

## 本作を原作とした作品

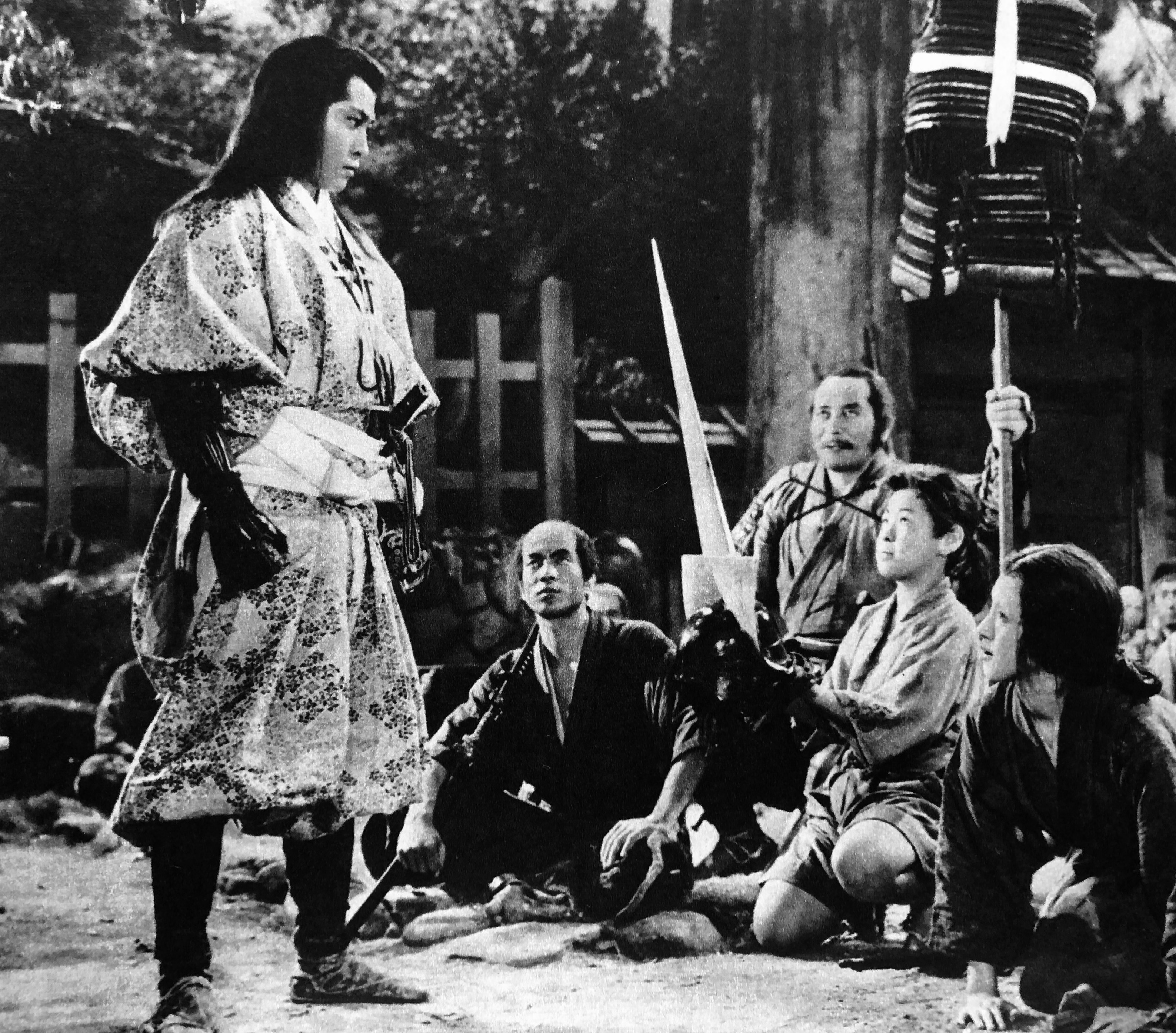
『徳川家康』（1965年、東映）

### 映画
- 『徳川家康』（1965年 東映）主演：北大路欣也

### TVドラマ
- 『徳川家康』（1964年 NET（現・テレビ朝日））主演：北大路欣也、壮年期は市川右太衛門
- 『竹千代と母』（1970年 日本テレビ）主演：中村光輝
- 『徳川家康』（1983年 NHK大河ドラマ）主演：滝田栄
- 『戦国最後の勝利者!徳川家康』（1992年 テレビ朝日）主演：北大路欣也

### アニメ
- 『少年徳川家康』（1975年 NET）

### 舞台
- 『徳川家康』（1963年 歌舞伎座）主演：尾上松緑
- 『続徳川家康』（1964年 歌舞伎座）主演：尾上松緑
- 『岡崎城の花嫁』（1970年 新宿コマ･スタジアム）主演：美空ひばり
- 『徳川家康』（1970年 新橋演舞場）主演：辰巳柳太郎
- 『徳川家康』（1983年 歌舞伎座）主演：尾上辰之助
- 『悲運の将 信康』（1985年 新歌舞伎座）主演：杉良太郎

### 漫画
- 横山光輝『徳川家康』（コミックス全23巻、講談社漫画文庫全8巻）